# Areza Subregion
Areza Subregion är ett distrikt i Eritrea.   Det ligger i regionen Debubregionen, i den centrala delen av landet, 60 km sydväst om huvudstaden Asmara.